# Karin Specht-Ertl
Karin Specht-Ertl (Immenstadt, Alemania, 23 de junio de 1974) es una atleta alemana retirada especializada en la prueba de pentatlón, en la que consiguió ser medallista de bronce mundial en pista cubierta en 2001.

## Carrera deportiva
En el Campeonato Mundial de Atletismo en Pista Cubierta de 2001 ganó la medalla de bronce en la competición de pentatlón, logrando un total de 4678 puntos, tras la bielorrusa Natalya Sazanovich (oro con 4850 puntos que fue récord de los campeonatos) y la rusa Yelena Prokhorova (plata con 4711 puntos). 